# Vladimír Andrs
Vladimír Andrs, né le 12 mai 1937 à Prague et mort le 17 juin 2018, est un rameur tchécoslovaque.

## Biographie

### Palmarès

#### Aviron aux Jeux olympiques
- 1964 à Tokyo,  Japon
  -  Médaille de bronze en deux de couple[2]

#### Championnats d'Europe d'aviron
- 1961 à Prague,  Tchécoslovaquie
  -  Médaille d'argent en skiff
- 1963 à Copenhague,  Danemark
  -  Médaille d'or en deux de couple